# Тротт цу Зольц, Адам фон

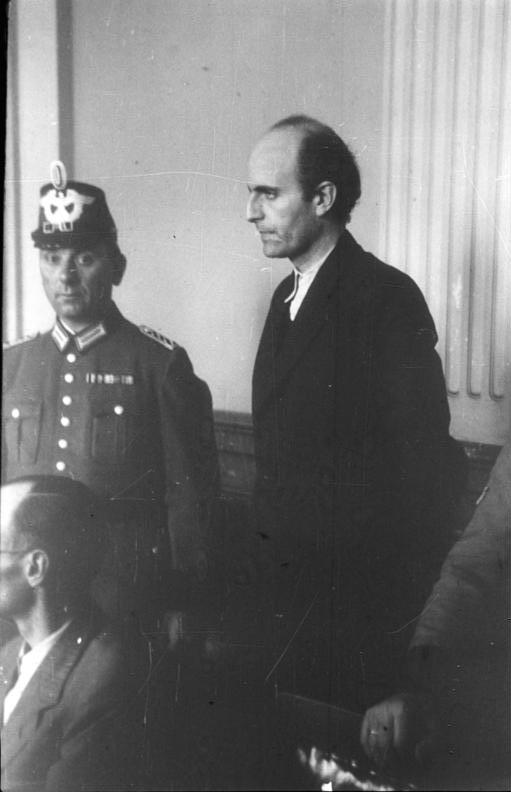
Во время суда перед Народным трибуналом

Фридрих Адам фон Тротт цу Зольц (нем. Friedrich Adam von Trott zu Solz, 9 августа 1909 — 26 августа 1944) — немецкий юрист, дипломат, литератор, советник министерства иностранных дел, сотрудник Абвера, участник заговора против Гитлера.

## Биография
Родился в семье прусского министра просвещения. Окончил Оксфордский университет. С 1934 вёл юридическую практику в Касселе. Вступил в кружок Крейзау. В 1935 году осуществил новое издание трудов Генриха фон Клейста, сопроводив их комментариями, в которых прослеживалась связь между нападками поэта на тиранию Наполеона и современными событиями. В 1937—1938 годах работал по заданию Американского института тихоокеанских исследований (Institute of Pacific Relations) в Китае. Интерес к восточным проблемам сблизил его с Эрнстом фон Вейцзекером, статс-секретарём министерства иностранных дел, который пригласил его на работу в министерство иностранных дел Третьего рейха. В октябре 1938 года, находясь в Вашингтоне, пытался наладить контакты с тамошними противниками гитлеровского режима из числа немецкой эмиграции и заручиться их поддержкой. Летом 1939 года с аналогичной миссией он побывал в Лондоне. Однако беженцы из Третьего рейха склонны были видеть в молодом, идеалистически настроенном германском дипломате возможного агента гестапо. После провала Июльского заговора был арестован и по приговору Народного трибунала повешен 26 августа 1944 года.
Долгое время его имя было в забвении, однако его деятельность описана в дневнике его секретаря княжны М. И. Васильчиковой. Был женат на Кларите фон Тротт, воспитывали двух дочерей.